# Septoria rubiae
Septoria rubiae är en svampart som först beskrevs av Narcisse Theophile Patouillard, och fick sitt nu gällande namn av Bubák & Ranoj. 1910. Septoria rubiae ingår i släktet Septoria och familjen Mycosphaerellaceae.   Inga underarter finns listade i Catalogue of Life.